# Enzo Caffarelli
Enzo Caffarelli (Roma, 8 febbraio 1953) è un linguista e giornalista italiano.
È uno dei principali studiosi in Italia per lo sviluppo della disciplina onomastica, per quanto riguarda antroponimia (nomi, cognomi, soprannomi), toponomastica (inclusa l'odonomastica), crematonimia, transonimia e onomastica letteraria e storica di cui è uno dei massimi esperti italiani.

## Biografia
Nato a Roma nel 1953, ha frequentato il liceo San Leone Magno e ha iniziato sin da giovanissimo l'attività di giornalista su varie riviste giovanili, occupandosi di tossicodipendenze e di musica, scrivendo anche su Ciao 2001 e Muzak. A Caffarelli Antonello Venditti dedicò la canzone Penna a sfera, contenuta nell'album Lilly, a seguito di un articolo  intitolato “canzoni e un po’ di champagne” in cui «criticava me e De Gregori perché ci proclamavamo compagni eppure alloggiavamo all'hotel Bellevue di Rimini, giocavamo a poker e sorseggiavamo spumante». Iscrittosi in seguito all'università, è stato allievo di Luca Serianni e ha conseguito la laurea in lettere con una tesi dal titolo L'onomastica personale nella città di Roma dalla fine del secolo XIX ad oggi, poi pubblicata in Germania da Niemeyer nel 1996.
È stato professore a contratto all'Università degli Studi di Roma Tor Vergata - dove ha anche coordinato il Laboratorio internazionale di onomastica (LIOn) - nonché collaboratore del Patronymica Romanica. Dictionnaire historique de l'anthroponymie romane, consulente dell'Accademia della Crusca nel campo dell'onomastica e autore per la Treccani.
Nel 1995 ha fondato la Rivista italiana di onomastica (RIOn), di cui è direttore. Nel 2008 ha pubblicato con Carla Marcato I cognomi in Italia. Dizionario storico ed etimologico e nel 2014 è stato co-autore e curatore del Dizionario enciclopedico delle migrazioni italiane nel mondo.

## Opere principali
- L'onomastica personale nella città di Roma dalla fine del secolo XIX ad oggi. Per una nuova prospettiva di cronografia e sociografia antroponimica, Tubinga, Niemeyer, 1996.
- Atlante dei cognomi, con Giorgia Scioratto, Torino, UTET, 2008.
- I cognomi in Italia. Dizionario storico ed etimologico, con Carla Marcato, 2 volumi, Torino, UTET, 2008.
- Dizionario enciclopedico delle migrazioni italiane nel mondo, con Tiziana Grassi e Mina Cappussi, Roma, Società Editrice Romana, 2014.
- Roma e il Lazio nome per nome. Nomi di città, paesi, strade, cognomi e nomi di persona, significati, curiosità, classifiche, Roma, Società Editrice Romana, 2011.
- Dimmi come ti chiami e ti dirò perché. Storie di nomi e di cognomi, Roma-Bari, Laterza, 2013.
- La storia di Paparazzo. Il viaggio del cognome italiano più famoso al mondo, Roma, Società Editrice Romana, 2015.
- Onomastica mariana. Dizionario dei nomi ispirati alla Madonna, Roma, Società Editrice Romana, 2015.
- Dizionario dei cognomi dei nuovi italiani. Hu, Chen, Mohamed, Singh e Warnakulasuriya, Roma, Società Editrice Romana, 2015.
- I nomi delle automobili, Roma, Società Editrice Romana, 2016.
- «Questo nome non mi è nuovo...». Quisquilie e pinzillacchere onomastiche nella lingua del sommo Totò, Roma, Società Editrice Romana, 2016.
- Cognomi in Italia. Storie, tipologie, significati e statistiche in 450 domande e risposte, Roma, Società Editrice Romana, 2016.
- Come ha detto che si chiama? Dizionario dei cognomi più curiosi e imbarazzanti, bizzarri e infamanti, Roma, Società Editrice Romana, 2016.
- L'onomastica nel pallone: quello che non sapete sui nomi e i cognomi dei calciatori, Roma, Società Editrice Romana, 2016.
- Si può scrivere un libro sul cognome Rossi?, Roma, Società Editrice Romana, 2016.
- Nomi che uccidono, Roma, Società Editrice Romana, 2017.
- Che cos’è un soprannome, Roma, Carocci, 2019.
- Parole comuni da nomi propri, Milano, RCS MediaGroup, 2020.
- L’anima medievale nei nomi contemporanei' ', Olschki edizioni, 2025.